# Goryeo
De Goryeodynastie, gevestigd in 918, verenigde de Latere drie koninkrijken van Korea (892 - 936) en heerste over het Koreaanse schiereiland totdat in 1392 de macht werd overgenomen door de Joseon-dynastie.
De naam Goryeo is afgeleid van Goguryeo, een van de drie oude Koreaanse koninkrijken. De westerse naam Korea is afgeleid van Goryeo.
De Goryeo-dynastie kende een aantal sprongen voorwaarts in de Koreaanse cultuur, zowel op sociaaleconomisch als militair als cultureel vlak. Zo staat de pottenbakkerij uit Goryeo bijvoorbeeld bekend om zijn Celadon-vazen. Een ander belangrijk product uit de Goryeoperiode is de Tripitaka Koreana een verzameling van boeddhistische teksten, uitgesneden op ruwweg 80.000 houtblokken. Tevens werd in 1234 's werelds eerste drukpers op basis van metalen verplaatsbare letters in Goryeo uitgevonden.

## Achtergronden
Silla werd steeds zwakker en verloor de controle over lokale heren aan het eind van de 9de eeuw. Een periode van burgeroorlogen en rebellie brak aan. Gung Ye stichtte Hugoguryeo (Latere Goguryeo), later hernoemd naar Taebong en Majin. Gyeon Hwon stichtte Hubaekje (Latere Baekje). Samen met het verzwakte Silla brak een periode aan die bekendstaat als de Latere drie koninkrijken van Korea.

## Geschiedenis van Goryeo

### Val van Silla
Hoewel de koning in de eerste jaren na de vereniging de meeste macht had, verloor hij deze macht in de laatste eeuwen van Verenigd Silla steeds meer en meer aan rebellerende lokale heren tegen het eind van de 9de eeuw. Ze werden daarbij geholpen door de lokale boeren bevolking. Dit leidde uiteindelijk tot de val van Silla en de opkomst van een nieuwe dynastie op het Koreaanse schiereiland: Goryeo.

### Stichting van Goryeo
Van de verschillende groepen rebellerende lokale leiders groeide de macht van twee van hen dusdanig dat ze sterk genoeg waren om hun eigen staat te stichten: Gyeon Hwon en Gung Ye. Gyeonhwon, iemand van gewone afkomst die carrière had gemaakt in het leger van Silla, nam bezit van het oude Baekje territorium en stichtte Hu-Baekje (Later Baekje) in 892.
Gungye, die volgens de overlevering een bastaardzoon was van koning Heonan van Silla, was ooit uit de hoofdstad gezet. Hij werd monnik maar sloot zich later aan bij rebellenleider Yangil. Het lukte hem om de leiderspositie van Yangil over te nemen en hij stichtte Hu-Goguryeo (Laat Goguryeo, later hernoemd tot Taebong) in 910. Gungye werd echter aan de kant gezet door zijn eigen generaal Wang Geon. Wang Geon, zelf van lage komaf, legde contacten met de boeren en verlaagde de belastingen. Wang Geon stichtte Goryeo in 918. Terwijl Gyeonhwon probeerde om Silla met geweld te verslaan, knoopte Wang Geon juist politieke banden aan met het verzwakte Silla. Beide hadden door dat degene die Silla in nam de beste kansen had om de macht over geheel Korea te krijgen.
In 930 en 934 doorbrak Goryeo de patstellingen waarin beide nieuwe machten verkeerden door twee veldslagen te winnen. In 935 werd Gyeonhwon van de troon gezet door zijn oudste zoon, Sin-geom. Gyeonhwon vluchtte naar zijn aartsvijand Goryeo, waar hij warm werd ontvangen. Silla’s laatste koning, Gyeongsun, zag wat er gebeurde en gaf zich over aan Goryeo. De troepen van Goryeo, onder leiding van Gyeonhwon, vielen in 936 Hubaekje binnen en zo werden de staten opnieuw herenigd.
In 926 werd Balhae verslagen door Khitan. Veel Balhae edelen, waaronder de kroonprins, zochten hun toevlucht tot Goryeo. Ook deze werden door Wang Geon warm onthaald en de kroonprins werd zelfs toegevoegd aan het hof van Goryeo, daarmee werd aangegeven dat ze dezelfde afstamming hadden. Goryeo zag zich als de voortzetting van Goguryeo en had als doel het oude Goguryeo territorium te herstellen.
Wang Geon, ook bekend onder zijn postume titel koning Taejo, voerde een agressieve noordelijk politiek. In 942 ontving Wang Geon een cadeau van de Khitan, bestaande uit 50 kamelen. Wang Geon weigerde het cadeau echter en liet de kamelen omkomen van de honger. De reden hiervoor was dat Khitan Balhae zonder reden had aangevallen.

### Oorlogen met Khitan
In 993-1019 werd Goryeo drie keer aangevallen door legers van Khitan in het noorden. De eerste twee keer hadden als doel om Khitans militaire kracht te tonen. Na overleg respecteerde Khitan echter Goryeo’s claim op het oude territorium van Goguryeo en beval haar legers terug te trekken. Hierna onderhielden Goryeo en Khitan diplomatieke contacten.
Na 15 jaar braken er echter in Goryeo ongeregeldheden uit. Legerleider Gang Jo onttroonde koning Mokjong en plaatste Hyojong op de troon. Dit was voor Khitan aanleiding om Goryeo binnen te vallen. Dit gebeurde in 1010 onder het voorwendsel dat ze Gang Jo ter verantwoording wilden roepen. Khitans legers versloegen de legers van Gang Jo en namen hem gevangen. De keizer van Khitan eiste gehoorzaamheid van Gang Jo, maar hij weigerde en stierf uiteindelijk. De legers van Khitan trokken verder zuidwaarts en de koning vluchtte naar zuidwest Korea. De legers van Khitan trokken niet verder, bang dat de lange bevoorradingslijnen hun legers zouden verzwakken. Toen het Khitan leger zich terugtrok, viel Goryeo aan en bracht het Khitan leger ernstige schade toen. In 1018 viel het leger van Khitan weer aan, maar deze keer was Goryeo voorbereid, en sloeg hard terug.

### Jurchen
Een ander volk dat in het land ten noordwesten van Goryeo leefde, waren de Jurchen. De Jurchen dreven handel met Goryeo en verkregen zo technieken en producten die men zelf nog niet kon vervaardigen. De Goryeo kregen daarvoor paarden en huiden terug. Veel Jurchen trokken naar Goryeo en Goryeo beloonde dit door sommige van de Jurchen toe te voegen aan het hof. Aan de goede relatie kwam een einde toen leider Ukkonae van de Jurchen alle Jurchen probeerde herenigen. Dit leidde tot aanvaringen in de grensgebieden van Goryeo en Jurchen. Daarbij moesten de infanteristen van Goryeo het vaak afleggen tegen de ruiters van Jurchen. Dit leidde tot de oprichting van een speciale legereenheid, Byeolmuban in 1104 door koning Sukjong. Byeolmuban bestond uit drie divisies; infanteristen (sinbogum), cavalerie (sinmugun) en een leger van Boeddhistische monniken (hangmagun). In het tweede regeringsjaar van koning Yejong viel het 170.000 soldaten tellende leger Jurchen binnen en bezette het. Strubbelingen aan het Goryeo hof zorgden er echter voor dat Goryeo zich later weer terugtrok uit het bezette gebied.

### Jurchen wordt Chin
Jurchen groeide onder de leiding van leider A-ku-ta en versloeg de Khitan. De macht van Jurchen groeide en werd omgedoopt tot de Chindynastie. Eerst verliepen de diplomatieke contacten tussen Chin en Goryeo stroef, omdat geen van beide de mindere van de andere wilde zijn. Goryeo moest echter erkennen dat Chin sterker was en schikte zich in de onderdanige rol. In de eeuw die volgde leefden beide naties in vrede naast elkaar. Dit veranderde toen Chin aan het begin van de 13de eeuw werd verslagen door de Mongolen.

### Interne problemen in Goryeo
In 1135 stelde de monnik Myo Cheong voor de hoofdstad van Goryeo verhuizen naar Pyongyang (toen Seogyoeng genaamd) dit met het oog op uitbreiding van Goryeo in het noorden. Dit verdeelde de aristocratie in tweeën, een deel dat voor de uitbreiding was en een deel dat tegen was. Het lukte Myo Cheong niet om de koning te overtuigen en toen onder zijn leiding een opstand uitbrak werd hij vermoord. Aan het hof zorgde deze gebeurtenis ervoor dat de ambtenaren meer politieke macht kregen dan de militaire leiders. Dit kon niet zonder gevolgen blijven, en alle gebeurtenissen die volgden zouden uiteindelijk leiden tot de ondergang van Goryeo.
In 1170 pleegden een aantal officieren een staatsgreep. Koning Euijong werd afgezet en verbannen en de macht werd overgedragen aan koning Myeongjong. De echte macht lag echter bij de generaals die daarbij gebruikmaakten van een elite wacht, Tobang genaamd. Het was generaal Gyeong Dae-seung die in 1179 probeerde om de macht terug te geven aan de vorst. Hij stierf echter in 1183. Zijn opvolger, Yi Ui-min de zoon van een slaaf, was een wreed en corrupt man. Dit leidde tot ingrijpen van generaal Choe Chungheon wie Yi Ui-min liet doden en zo zelf aan de macht kwam in 1197. De daarop volgende jaren waren het de Choe’s die de werkelijke macht in handen hadden en koningen gebruikten als schijnheersers.
Onder het nieuwe militaire bewind brak er onrust uit in Korea. Boeren werden gedwongen om land af te staan, hogere belastingen te betalen en corvee arbeid uit te voeren. Bij dat laatste moet men denken aan bijvoorbeeld het aanleggen van wegen. Veel boeren verlieten uit onvrede over de situatie hun land en trokken in bendes door het land. Uiteindelijk werden deze opstanden neergeslagen door het leger.

### Oorlog met de Mongolen
Ten noorden van China groeide de macht van de Mongolen onder de beruchte Genghis Khan (1162 – 1227). De Mongolen versloegen zowel de Songdynastie in China als de Chin. In 1231 werd Goryeo aangevallen door de Mongolen onder leiding van Ögedei Khan. De regering verplaatste de hoofdstad naar Ganghwa eiland, omdat ze wisten dat de Mongolen bang waren voor water. Goryeo bood 30 jaar lang weerstand, maar moest uiteindelijk toch opgeven. De Mongolen hadden in die jaren zes grote aanvallen uitgevoerd op Goryeo. Hierbij waren veel mensen om het leven gekomen en was grote schade toegebracht aan het land. In 1258 werd Choe U om het leven gebracht door Kim In Jun. Hiermee kwam een einde aan het 82 jaar durende dictatoriale regime van de Choe’s en de mensen aan het hof die voor vrede met de Mongolen waren, kregen zo de overhand. Er werden diplomatieke onderhandelingen gevoerd, die er toe leidden dat Goryeo een tribuutstaat werd van de Mongolen. Dit hield in dat Goryeo jaarlijks belasting moest betalen aan de Mongolen.
Een van de uitkomsten was tevens dat Goryeo de Mongolen moest helpen bij het aanvallen van Japan. Japan weigerde de Mongoolse suzereiniteit te erkennen. In 1274 en 1281 ondernamen de Mongolen met behulp van Goryeo tweemaal een poging Japan aan te vallen. Deze pogingen mislukten jammerlijk omdat hun vloot niet bestand bleek tegen de hevige zomerstormen voor de Japanse kust.
Het was koning Gongmin (1330 – 1374) die begon met het terugdringen van de Mongoolse overheersers. In de jaren 50 van de 14de eeuw herwon Goryeo haar onafhankelijkheid. Koning Gongmin had zijn jonge jaren aan het Mongoolse hof doorgebracht voor hij de troon kon bestijgen. Nadat hij de Mongolen had teruggedrongen, begon hij aan een staatshervorming. Toen in 1365 zijn vrouw, koningin Noguk, stierf, raakte hij echter depressief. Hij interesseerde zich niet meer voor staatszaken en verloor controle over de regering. Hij werd om het leven gebracht door een vertrouweling.
In 1388 maakten koning U van Goryeo en generaal Choe Yeong plannen om het noorden van China binnen te vallen, bij wat nu Liaoning heet. Ze kozen generaal Yi Seong-gye uit om de plannen uit te voeren. Yi, die al eerder zijn kunnen had gedemonstreerd in bestrijden van de Japanse Wōkòu piraten, pleegde echter muiterij, keerde bij de grens om en pleegde een staatsgreep. Yi besteeg de troon en dit betekende het einde van Goryeo en het begin van de Joseondynastie in 1392.

## Cultuur

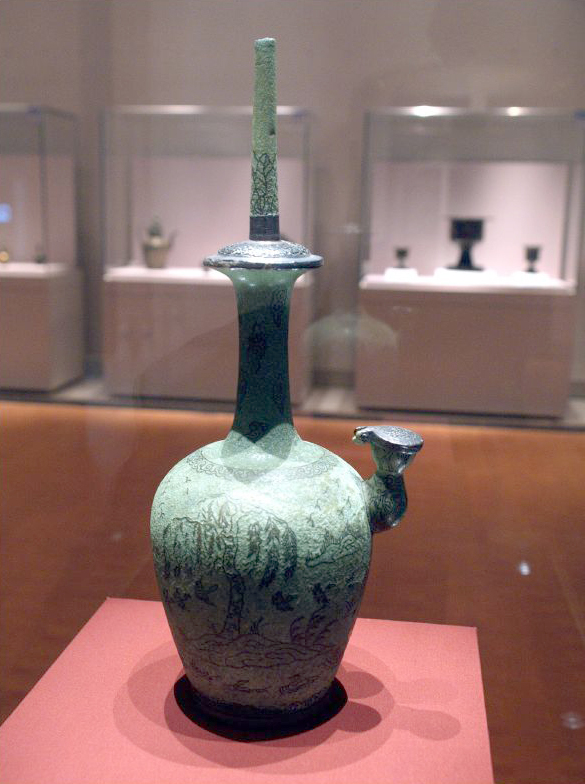
Bronzen rituele vaas

Kenmerkend voor de Goryeocultuur zijn het celadon-keramiek. Celadon is keramiek met een groene glazuurlaag. De kleur van celadon lijkt sterk op die van jade.
In 1145 legde historicus Kim Bu-sik de laatste hand aan de Samguk Sagi (Geschiedenis van de drie koninkrijken), een historisch verslag van de geschiedenis van Goguryeo, Baekje en Silla. Het is het oudste Koreaanse werk over de Koreaanse geschiedenis. Aan het einde van de 13de eeuw legde de Koreaanse monnik Ir Yeon de laatste hand aan een ander geschrift, Samguk Yusa genaamd, dat betekent: Herinnering aan de drie koninkrijken. In de Samguk Yusa vinden we volksverhalen, legendes, biografieën en historische verslagen uit de Koreaanse geschiedenis. Zo wordt in de Samguk Yusa bijvoorbeeld de legende van Dangun Wanggeom beschreven.
Ook werd tijdens de Goryeodynastie de Tripitaka Koreana gemaakt, een verzameling van boeddhistische teksten, gekerfd in ruim 81.000 hout printblokken. De eerste versie werd gemaakt toen de Khitan in 1087 Goryeo binnenvielen. Dit werk moest zorgen voor Boeddha’s hulp bij het weerstand bieden aan de invallers. Het werk werd echter in 1232 grotendeels vernietigd tijdens een inval van de Mongolen. Van 1235 tot 1251 werd gewerkt aan een tweede versie. Deze werd in 1398 bewaard in de Haeinsa-tempel, waar die ook nu nog te vinden is. Het geheel bestaat uit 52.382.960 karakters waarin geen enkele fout gemaakt zou zijn.
Goguryeo kende tevens ’s werelds eerste drukmethode waarbij metalen verplaatsbare letters werden gebruikt. Deze stamt uit 1234.